# Mașhad
Mașhad (persană مشهد ; ascultăⓘ) este un oraș din Iran. Cu o populație de 3.131.586 de locuitori, este al doilea cel mai populat oraș din Iran, după Teheran. Este situat în nord-estul Iranului, la granița cu Afghanistan și cu Turkmenistan. În trecut aici era punct de trecere al negustorilor care își continuau călătoria spre est spre „Drumul Mătăsii” care trecea și prin Iran.

## Clima
| Date climatice pentru Mashhad (1961–1990, extreme 1951–2010) | Date climatice pentru Mashhad (1961–1990, extreme 1951–2010) | Date climatice pentru Mashhad (1961–1990, extreme 1951–2010) | Date climatice pentru Mashhad (1961–1990, extreme 1951–2010) | Date climatice pentru Mashhad (1961–1990, extreme 1951–2010) | Date climatice pentru Mashhad (1961–1990, extreme 1951–2010) | Date climatice pentru Mashhad (1961–1990, extreme 1951–2010) | Date climatice pentru Mashhad (1961–1990, extreme 1951–2010) | Date climatice pentru Mashhad (1961–1990, extreme 1951–2010) | Date climatice pentru Mashhad (1961–1990, extreme 1951–2010) | Date climatice pentru Mashhad (1961–1990, extreme 1951–2010) | Date climatice pentru Mashhad (1961–1990, extreme 1951–2010) | Date climatice pentru Mashhad (1961–1990, extreme 1951–2010) | Date climatice pentru Mashhad (1961–1990, extreme 1951–2010) |
| Luna                                                         | Ian                                                          | Feb                                                          | Mar                                                          | Apr                                                          | Mai                                                          | Iun                                                          | Iul                                                          | Aug                                                          | Sep                                                          | Oct                                                          | Nov                                                          | Dec                                                          | Anual                                                        |
| ------------------------------------------------------------ | ------------------------------------------------------------ | ------------------------------------------------------------ | ------------------------------------------------------------ | ------------------------------------------------------------ | ------------------------------------------------------------ | ------------------------------------------------------------ | ------------------------------------------------------------ | ------------------------------------------------------------ | ------------------------------------------------------------ | ------------------------------------------------------------ | ------------------------------------------------------------ | ------------------------------------------------------------ | ------------------------------------------------------------ |
| Maxima medie °C (°F)                                         | 6.7 (44,1)                                                   | 8.6 (47,5)                                                   | 14.1 (57,4)                                                  | 20.8 (69,4)                                                  | 26.8 (80,2)                                                  | 32.4 (90,3)                                                  | 34.4 (93,9)                                                  | 32.8 (91)                                                    | 28.8 (83,8)                                                  | 22.0 (71,6)                                                  | 15.8 (60,4)                                                  | 9.6 (49,3)                                                   | 21,1 (70)                                                    |
| Media zilnică °C (°F)                                        | 0.0 (32)                                                     | 2.3 (36,1)                                                   | 7.7 (45,9)                                                   | 14.1 (57,4)                                                  | 19.6 (67,3)                                                  | 24.6 (76,3)                                                  | 26.7 (80,1)                                                  | 24.6 (76,3)                                                  | 19.8 (67,6)                                                  | 13.4 (56,1)                                                  | 7.7 (45,9)                                                   | 2.6 (36,7)                                                   | 13,6 (56,5)                                                  |
| Minima medie °C (°F)                                         | −5.1 (22,8)                                                  | −2.9 (26,8)                                                  | 2.3 (36,1)                                                   | 7.9 (46,2)                                                   | 11.8 (53,2)                                                  | 15.6 (60,1)                                                  | 17.9 (64,2)                                                  | 15.3 (59,5)                                                  | 10.4 (50,7)                                                  | 5.4 (41,7)                                                   | 1.3 (34,3)                                                   | −2.7 (27,1)                                                  | 6,4 (43,5)                                                   |
| Minima istorică °C (°F)                                      | −27 (−16.6)                                                  | −28 (−18.4)                                                  | −13 (8,6)                                                    | −7 (19,4)                                                    | −1 (30,2)                                                    | 4.0 (39,2)                                                   | 10.0 (50)                                                    | 5.0 (41)                                                     | −1 (30,2)                                                    | −8 (17,6)                                                    | −16 (3,2)                                                    | −25 (−13.0)                                                  | −28 (−18,4)                                                  |
| Precipitații mm (inches)                                     | 33.1 (1.303)                                                 | 36.4 (1.433)                                                 | 52.0 (2.047)                                                 | 48.8 (1.921)                                                 | 25.5 (1.004)                                                 | 3.0 (0.118)                                                  | 0.9 (0.035)                                                  | 0.7 (0.028)                                                  | 1.5 (0.059)                                                  | 11.2 (0.441)                                                 | 15.7 (0.618)                                                 | 26.9 (1.059)                                                 | 255,7 (10,067)                                               |
| Umiditate [%]                                                | 75                                                           | 74                                                           | 70                                                           | 62                                                           | 50                                                           | 37                                                           | 34                                                           | 34                                                           | 39                                                           | 53                                                           | 64                                                           | 72                                                           | 55                                                           |
| Nr. de zile cu precipitații (≥ 1.0 mm)                       | 5.8                                                          | 6.3                                                          | 8.3                                                          | 7.6                                                          | 4.4                                                          | 0.8                                                          | 0.3                                                          | 0.2                                                          | 0.5                                                          | 2.0                                                          | 2.7                                                          | 4.5                                                          | 43,4                                                         |
| Nr. mediu de zile cu ninsoare                                | 6.0                                                          | 6.2                                                          | 4.3                                                          | 0.3                                                          | 0.0                                                          | 0.0                                                          | 0.0                                                          | 0.0                                                          | 0.0                                                          | 0.2                                                          | 1.2                                                          | 3.8                                                          | 22,0                                                         |
| Ore însorite                                                 | 149.8                                                        | 146.6                                                        | 160.3                                                        | 194.6                                                        | 280.7                                                        | 343.5                                                        | 361.3                                                        | 357.7                                                        | 303.2                                                        | 242.3                                                        | 190.6                                                        | 153.7                                                        | 2.884,3                                                      |
| Sursa nr. 1: NOAA                                            |                                                              |                                                              |                                                              |                                                              |                                                              |                                                              |                                                              |                                                              |                                                              |                                                              |                                                              |                                                              |                                                              |
| Sursa nr. 2: Iran Meteorological Organization (records)      |                                                              |                                                              |                                                              |                                                              |                                                              |                                                              |                                                              |                                                              |                                                              |                                                              |                                                              |                                                              |                                                              |